# Joseph Doucé
Joseph Doucé (Sint-Truiden, Bélgica, 13 de abril de 1945 – Paris, outubro de 1990) foi um psicólogo e pastor baptista de origem belga, nacionalizado francês em 1982. É conhecido pela sua defesa das minorias sexuais. Morreu assassinado em 1990 em estranhas circunstâncias.

## Biografia
Joseph Doucé nasceu no dia 13 de abril de 1945 em Sint-Truiden, Bélgica, no seio de uma família de paisanos católicos nederlandófonos. Na escola primária de Rummen mostrou um grande interesse pela história local. Após ter servido voluntariamente numa divisão da OTAN em Limoges, onde atingiu o grau de cabo e melhorou o seu francês, estudou humanidades greco-latinas no seminário católico de Sint-Truiden. Em 1965 foi aceite no Seminário Europeu de Stenonius em Maastricht. Após um ano de estudos pastorais e humanísticos converteu-se ao protestantismo. Na Universidade Livre de Amesterdão  se diplomou em psicologia e sexologia, com um interesse especial nos problemas das minorias sexuais. 
Em 1976 criou em Paris o Centro do Cristo Libertador, um ministério dirigido às minorias sexuais. O centro tinha grupos de apoio para homossexuais, transexuais, sadomasoquistas e pedófilos. Também editou uma revista chamada Ilia (abreviação de "Il libère, il aime" - "Ele libera, ele ama"). As suas atividades, que incluíam a celebração de matrimônios gays, causaram uma grande agitação na imprensa. O próprio Doucé era homossexual e tinha uma relação estável com o neerlandês Guy Bondar. Além disso, o pastor conhecia muitos detalhes sobre a vida sexual secreta dalguns famosos. 
Fundou três editoriais: Lumière & Justice, Walter Rauschenbush e Libre Arbitre. Sob a sua direção, Lumière & Justice publicou as obras colectivas La question transsexuelle (1986), Couples homosexuels et lesbiens (1987), La pédophilie en question (1988) e Le sadomasochisme en question (1989), e também a sua tradução para o francês do romance de Frits Bernard Costa Brava. 
Em 1990 Joseph Doucé apareceu assassinado em estranhas circunstâncias. Segundo Guy Bondar, no dia 19 de outubro ele foi raptado por dois homens vestidos à paisana que lhe mostraram placas policiais. Em 24 de outubro o seu cadáver foi encontrado no bosque de Rambouillet. O assassinato nunca foi resolvido, o que deu origem a certos rumores. Segundo o seu companheiro, a sua casa estava sob vigilância, os seus telefones grampeados e no dia anterior ao sequestro teve lugar no seu escritório uma briga com a polícia. Suspeita-se que o crime foi cometido por uma unidade da polícia secreta francesa, Renseignements Généraux (Informação Geral), que tinha investigado Doucé por causa do seu apoio aos pedófilos. A mesma unidade tem sido relacionada com o bombardeio contra o navio Rainbow Warrior de Greenpeace em 1985. 